# معلم مدرسه در خانه
معلم مدرسه در خانه (انگلیسی: The School Teacher in the House) با نام اصلیِ خانم معلم به خانه می‌آید (ایتالیایی: L'insegnante viene a casa) یک فیلم کمدی سکسی سبک ایتالیایی به کارگردانی میکله ماسیمو تارنتینی است که در سال ۱۹۷۸ منتشر شد.

## بازیگران
- ادویژ فنش
- رنتسو مونتانیانی
- لینو بانفی
- آلوارو ویتالی
- کارلو اسپوزیتو
- کلارا کولوسیمو
- لوچو مونتانارو
- آدریانا فاکتی